# Фактор свёртывания крови XII

Фактор свёртывания крови XII (синоним Фактор Хагемана) белок ß—глобулин, профермент из группы протеаз. Играет важную роль в процессах свёртывания крови. Синтезируется в печени.
Данный фактор в неактивном состоянии в норме находится в плазме крови. Его активация происходит при контакте с отрицательно заряженными поверхностями, например с коллагеном, обнажающимся при ранении, или in vitro со стеклом. В активации и действии фактора XII участвуют также высокомолекулярный кининоген и протеолитические ферменты, например калликреин, тромбин или трипсин.
Активированный фактор Хагемана в свою очередь воздействует на фактор свёртывания крови XI и запускает так называемую внутреннюю систему гемостаза.
История открытия: При васкулитах и ДВС-синдроме у больных наблюдается уменьшение фактора XII, что приводит к тромбофилии, от которой и умер больной по фамилии Хагеман.